# Liste des Grands Prix moto
Cet article recense les Grand Prix moto disputés dans le cadre du championnat du monde de MotoGP depuis sa première saison en 1949.
Au Grand Prix des Amériques 2025, 1 037 Grands Prix du championnat du monde ont été organisés sur 77 saisons dans 30 pays sous 55 appellations sur 74 circuits de course.
Le Grand Prix moto des Pays-Bas et le Grand Prix moto d'Italie se sont tenus chaque année depuis 1949, à l'exception de 2020, partageant le record de 75 épreuves. L'Espagne a accueilli un nombre record de 12 Grands Prix différents, pour un total record de 150 épreuves.

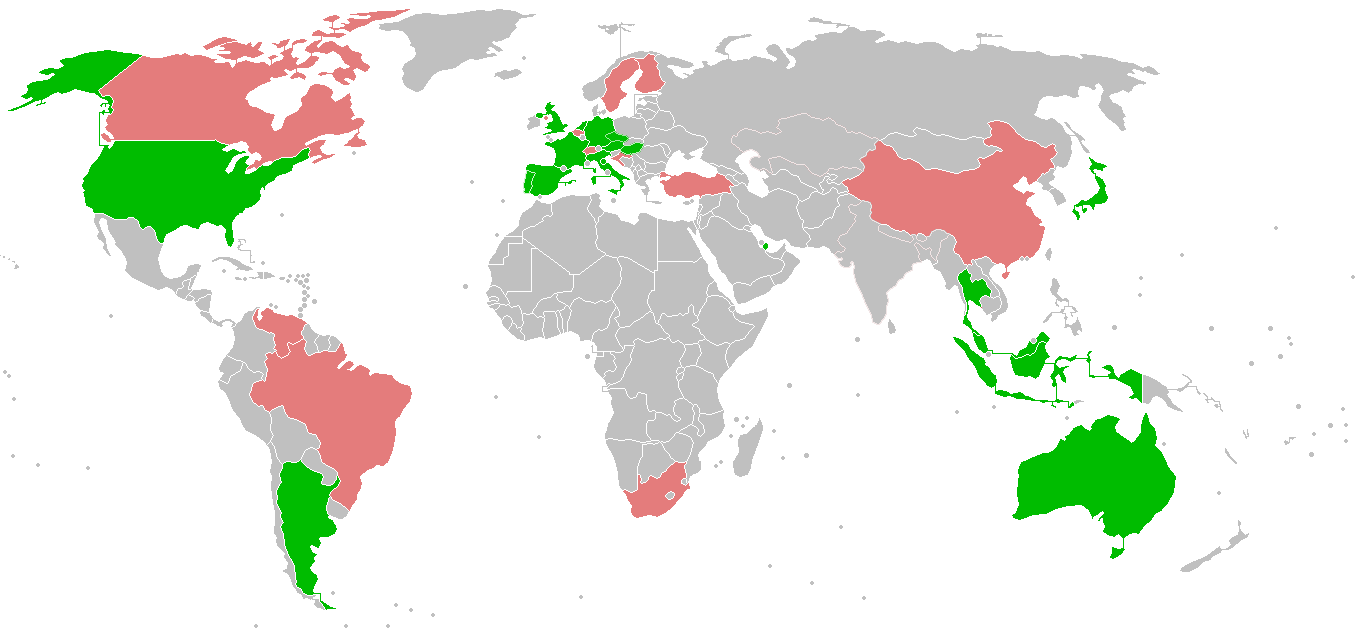
Les pays marqués en vert ont récemment accueilli des Grands Prix et ceux en rose ont accueilli des Grands Prix par le passé.

## Courses par saison

### 1949-1959
| Manche | 1949       | 1950       | 1951       | 1952       | 1953       | 1954       | 1955       | 1956       | 1957       | 1958       | 1959       |
| ------ | ---------- | ---------- | ---------- | ---------- | ---------- | ---------- | ---------- | ---------- | ---------- | ---------- | ---------- |
| 1      | Île de Man | Île de Man | Espagne    | Suisse     | Île de Man | France     | Espagne    | Île de Man | Allemagne  | Île de Man | France     |
| 2      | Suisse     | Belgique   | Suisse     | Île de Man | Pays-Bas   | Île de Man | France     | Pays-Bas   | Île de Man | Pays-Bas   | Île de Man |
| 3      | Pays-Bas   | Pays-Bas   | Île de Man | Pays-Bas   | Belgique   | Ulster     | Île de Man | Belgique   | Pays-Bas   | Belgique   | Allemagne  |
| 4      | Belgique   | Suisse     | Belgique   | Belgique   | Allemagne  | Belgique   | Allemagne  | Allemagne  | Belgique   | Allemagne  | Pays-Bas   |
| 5      | Ulster     | Ulster     | Pays-Bas   | Allemagne  | France     | Pays-Bas   | Belgique   | Ulster     | Ulster     | Suède      | Belgique   |
| 6      | Italie     | Italie     | France     | Ulster     | Ulster     | Allemagne  | Pays-Bas   | Italie     | Italie     | Ulster     | Suède      |
| 7      |            |            | Ulster     | Italie     | Suisse     | Suisse     | Ulster     |            |            | Italie     | Ulster     |
| 8      |            |            | Italie     | Espagne    | Italie     | Italie     | Italie     |            |            |            | Italie     |
| 9      |            |            |            |            | Espagne    | Espagne    |            |            |            |            |            |

### 1960-1969
| Manche | 1960       | 1961               | 1962               | 1963               | 1964               | 1965               | 1966               | 1967               | 1968               | 1969               |
| ------ | ---------- | ------------------ | ------------------ | ------------------ | ------------------ | ------------------ | ------------------ | ------------------ | ------------------ | ------------------ |
| 1      | France     | Espagne            | Espagne            | Espagne            | États-Unis         | États-Unis         | Espagne            | Espagne            | Allemagne          | Espagne            |
| 2      | Île de Man | Allemagne          | France             | Allemagne          | Espagne            | Allemagne          | Allemagne          | Allemagne          | Espagne            | Allemagne          |
| 3      | Pays-Bas   | France             | Île de Man         | France             | France             | Espagne            | France             | France             | Île de Man         | France             |
| 4      | Belgique   | Île de Man         | Pays-Bas           | Île de Man         | Île de Man         | France             | Pays-Bas           | Île de Man         | Pays-Bas           | Île de Man         |
| 5      | Allemagne  | Pays-Bas           | Belgique           | Pays-Bas           | Pays-Bas           | Île de Man         | Belgique           | Pays-Bas           | Belgique           | Pays-Bas           |
| 6      | Ulster     | Belgique           | Allemagne          | Belgique           | Belgique           | Pays-Bas           | Allemagne de l'Est | Belgique           | Allemagne de l'Est | Belgique           |
| 7      | Italie     | Allemagne de l'Est | Ulster             | Ulster             | Allemagne          | Belgique           | Tchécoslovaquie    | Allemagne de l'Est | Tchécoslovaquie    | Allemagne de l'Est |
| 8      |            | Ulster             | Allemagne de l'Est | Allemagne de l'Est | Allemagne de l'Est | Allemagne de l'Est | Finlande           | Tchécoslovaquie    | Finlande           | Tchécoslovaquie    |
| 9      |            | Italie             | Italie             | Finlande           | Ulster             | Tchécoslovaquie    | Ulster             | Finlande           | Ulster             | Finlande           |
| 10     |            | Suède              | Finlande           | Italie             | Finlande           | Ulster             | Île de Man         | Ulster             | Italie             | Ulster             |
| 11     |            | Argentine          | Argentine          | Argentine          | Italie             | Finlande           | Italie             | Italie             |                    | Italie             |
| 12     |            |                    |                    | Japon              | Japon              | Italie             | Japon              | Canada             |                    | Yougoslavie        |
| 13     |            |                    |                    |                    |                    | Japon              |                    | Japon              |                    |                    |

### 1970-1979
| Manche | 1970               | 1971               | 1972               | 1973            | 1974            | 1975            | 1976            | 1977            | 1978            | 1979            |
| ------ | ------------------ | ------------------ | ------------------ | --------------- | --------------- | --------------- | --------------- | --------------- | --------------- | --------------- |
| 1      | Allemagne          | Autriche           | Allemagne          | France          | France          | France          | France          | Venezuela       | Venezuela       | Venezuela       |
| 2      | France             | Allemagne          | France             | Autriche        | Allemagne       | Espagne         | Autriche        | Autriche        | Espagne         | Autriche        |
| 3      | Yougoslavie        | Île de Man         | Autriche           | Allemagne       | Autriche        | Autriche        | Italie          | Allemagne       | Autriche        | Allemagne       |
| 4      | Île de Man         | Pays-Bas           | Italie             | Italie          | Italie          | Allemagne       | Yougoslavie     | Italie          | France          | Italie          |
| 5      | Pays-Bas           | Belgique           | Île de Man         | Île de Man      | Île de Man      | Italie          | Île de Man      | Espagne         | Italie          | Espagne         |
| 6      | Belgique           | Allemagne de l'Est | Yougoslavie        | Yougoslavie     | Pays-Bas        | Île de Man      | Pays-Bas        | France          | Pays-Bas        | Yougoslavie     |
| 7      | Allemagne de l'Est | Tchécoslovaquie    | Pays-Bas           | Pays-Bas        | Belgique        | Pays-Bas        | Belgique        | Yougoslavie     | Belgique        | Pays-Bas        |
| 8      | Tchécoslovaquie    | Suède              | Belgique           | Belgique        | Suède           | Belgique        | Suède           | Pays-Bas        | Suède           | Belgique        |
| 9      | Finlande           | Finlande           | Allemagne de l'Est | Tchécoslovaquie | Finlande        | Suède           | Finlande        | Belgique        | Finlande        | Suède           |
| 10     | Ulster             | Ulster             | Tchécoslovaquie    | Suède           | Tchécoslovaquie | Finlande        | Tchécoslovaquie | Suède           | Grande-Bretagne | Finlande        |
| 11     | Italie             | Italie             | Suède              | Finlande        | Yougoslavie     | Tchécoslovaquie | Allemagne       | Finlande        | Allemagne       | Grande-Bretagne |
| 12     | Espagne            | Espagne            | Finlande           | Espagne         | Espagne         | Yougoslavie     | Espagne         | Tchécoslovaquie | Tchécoslovaquie | Tchécoslovaquie |
| 13     |                    |                    | Espagne            |                 |                 |                 |                 | Grande-Bretagne | Yougoslavie     | France          |

### 1980-1989
| Manche | 1980            | 1981            | 1982            | 1983            | 1984            | 1985            | 1986            | 1987            | 1988            | 1989            |
| ------ | --------------- | --------------- | --------------- | --------------- | --------------- | --------------- | --------------- | --------------- | --------------- | --------------- |
| 1      | Italie          | Argentine       | Argentine       | Afrique du Sud  | Afrique du Sud  | Afrique du Sud  | Espagne         | Japon           | Japon           | Japon           |
| 2      | Espagne         | Autriche        | Autriche        | France          | Italie          | Espagne         | Italie          | Espagne         | États-Unis      | Australie       |
| 3      | France          | Allemagne       | France          | Italie          | Espagne         | Allemagne       | Allemagne       | Allemagne       | Espagne         | États-Unis      |
| 4      | Yougoslavie     | Italie          | Espagne         | Allemagne       | Autriche        | Italie          | Autriche        | Italie          | "Expo 92"       | Espagne         |
| 5      | Pays-Bas        | France          | Italie          | Espagne         | Allemagne       | Autriche        | Yougoslavie     | Autriche        | Italie          | Italie          |
| 6      | Belgique        | Espagne         | Pays-Bas        | Autriche        | France          | Yougoslavie     | Pays-Bas        | Yougoslavie     | Allemagne       | Allemagne       |
| 7      | Finlande        | Yougoslavie     | Belgique        | Yougoslavie     | Yougoslavie     | Pays-Bas        | Belgique        | Pays-Bas        | Autriche        | Autriche        |
| 8      | Grande-Bretagne | Pays-Bas        | Yougoslavie     | Pays-Bas        | Pays-Bas        | Belgique        | France          | France          | Pays-Bas        | Yougoslavie     |
| 9      | Tchécoslovaquie | Belgique        | Grande-Bretagne | Belgique        | Belgique        | France          | Grande-Bretagne | Grande-Bretagne | Belgique        | Pays-Bas        |
| 10     | Allemagne       | Saint-Marin     | Suède           | Grande-Bretagne | Grande-Bretagne | Grande-Bretagne | Suède           | Suède           | Yougoslavie     | Belgique        |
| 11     |                 | Grande-Bretagne | Finlande        | Suède           | Suède           | Suède           | Saint-Marin     | Tchécoslovaquie | France          | France          |
| 12     |                 | Finlande        | Tchécoslovaquie | Saint-Marin     | Saint-Marin     | Saint-Marin     | Bade-Wurtemberg | Saint-Marin     | Grande-Bretagne | Grande-Bretagne |
| 13     |                 | Suède           | Saint-Marin     |                 |                 |                 |                 | Portugal        | Suède           | Suède           |
| 14     |                 | Tchécoslovaquie | Allemagne       |                 |                 |                 |                 | Brésil          | Tchécoslovaquie | Tchécoslovaquie |
| 15     |                 |                 |                 |                 |                 |                 |                 | Argentine       | Brésil          | Brésil          |

### 1990-1999
| Manche | 1990            | 1991            | 1992            | 1993               | 1994               | 1995               | 1996               | 1997               | 1998               | 1999               |
| ------ | --------------- | --------------- | --------------- | ------------------ | ------------------ | ------------------ | ------------------ | ------------------ | ------------------ | ------------------ |
| 1      | Japon           | Japon           | Japon           | Australie          | Australie          | Australie          | Malaisie           | Malaisie           | Japon              | Malaisie           |
| 2      | États-Unis      | Australie       | Australie       | Malaisie           | Malaisie           | Malaisie           | Indonésie          | Japon              | Malaisie           | Japon              |
| 3      | Espagne         | États-Unis      | Malaisie        | Japon              | Japon              | Japon              | Japon              | Espagne            | Espagne            | Espagne            |
| 4      | Italie          | Espagne         | Espagne         | Espagne            | Espagne            | Espagne            | Espagne            | Italie             | Italie             | France             |
| 5      | Allemagne       | Italie          | Italie          | Autriche           | Autriche           | Allemagne          | Italie             | Autriche           | France             | Italie             |
| 6      | Autriche        | Allemagne       | Europe          | Allemagne          | Allemagne          | Italie             | France             | France             | Madrid             | Catalogne          |
| 7      | Yougoslavie     | Autriche        | Allemagne       | Pays-Bas           | Pays-Bas           | Pays-Bas           | Pays-Bas           | Pays-Bas           | Pays-Bas           | Pays-Bas           |
| 8      | Pays-Bas        | Europe          | Pays-Bas        | Europe             | Italie             | France             | Allemagne          | Imola              | Grande-Bretagne    | Grande-Bretagne    |
| 9      | Belgique        | Pays-Bas        | Hongrie         | Saint-Marin        | France             | Grande-Bretagne    | Grande-Bretagne    | Allemagne          | Allemagne          | Allemagne          |
| 10     | France          | France          | France          | Grande-Bretagne    | Grande-Bretagne    | République tchèque | Autriche           | Rio de Janeiro     | République tchèque | République tchèque |
| 11     | Grande-Bretagne | Grande-Bretagne | Grande-Bretagne | République tchèque | République tchèque | Rio de Janeiro     | République tchèque | Grande-Bretagne    | Imola              | Imola              |
| 12     | Suède           | Saint-Marin     | Brésil          | Italie             | États-Unis         | Argentine          | Imola              | République tchèque | Catalogne          | Valence            |
| 13     | Tchécoslovaquie | Tchécoslovaquie | Afrique du Sud  | États-Unis         | Argentine          | Europe             | Catalogne          | Catalogne          | Australie          | Australie          |
| 14     | Hongrie         | Le Mans         |                 | FIM                | Europe             |                    | Rio de Janeiro     | Indonésie          | Argentine          | Afrique du Sud     |
| 15     | Australie       | Malaisie        |                 |                    |                    |                    | Australie          | Australie          |                    | Rio de Janeiro     |
| 16     |                 |                 |                 |                    |                    |                    |                    |                    |                    | Argentine          |

### 2000-2009
| Manche | 2000               | 2001               | 2002               | 2003               | 2004               | 2005               | 2006               | 2007               | 2008               | 2009               |
| ------ | ------------------ | ------------------ | ------------------ | ------------------ | ------------------ | ------------------ | ------------------ | ------------------ | ------------------ | ------------------ |
| 1      | Afrique du Sud     | Japon              | Japon              | Japon              | Afrique du Sud     | Espagne            | Espagne            | Qatar              | Qatar              | Qatar              |
| 2      | Malaisie           | Afrique du Sud     | Afrique du Sud     | Afrique du Sud     | Espagne            | Portugal           | Qatar              | Espagne            | Espagne            | Japon              |
| 3      | Japon              | Espagne            | Espagne            | Espagne            | France             | Chine              | Turquie            | Chine              | Portugal           | Espagne            |
| 4      | Espagne            | France             | France             | France             | Italie             | France             | Chine              | Turquie            | Chine              | France             |
| 5      | France             | Italie             | Italie             | Italie             | Catalogne          | Italie             | France             | France             | France             | Italie             |
| 6      | Italie             | Catalogne          | Catalogne          | Catalogne          | Pays-Bas           | Catalogne          | Italie             | Italie             | Italie             | Catalogne          |
| 7      | Catalogne          | Pays-Bas           | Pays-Bas           | Pays-Bas           | Rio de Janeiro     | Pays-Bas           | Catalogne          | Catalogne          | Catalogne          | Pays-Bas           |
| 8      | Pays-Bas           | Grande-Bretagne    | Grande-Bretagne    | Grande-Bretagne    | Allemagne          | États-Unis         | Pays-Bas           | Grande-Bretagne    | Grande-Bretagne    | États-Unis         |
| 9      | Grande-Bretagne    | Allemagne          | Allemagne          | Allemagne          | Grande-Bretagne    | Grande-Bretagne    | Grande-Bretagne    | Pays-Bas           | Pays-Bas           | Allemagne          |
| 10     | Allemagne          | République tchèque | République tchèque | République tchèque | République tchèque | Allemagne          | Allemagne          | Allemagne          | Allemagne          | Grande-Bretagne    |
| 11     | République tchèque | Portugal           | Portugal           | Portugal           | Portugal           | République tchèque | États-Unis         | États-Unis         | États-Unis         | République tchèque |
| 12     | Portugal           | Valence            | Rio de Janeiro     | Rio de Janeiro     | Japon              | Japon              | République tchèque | République tchèque | République tchèque | Indianapolis       |
| 13     | Valence            | Pacifique          | Pacifique          | Pacifique          | Qatar              | Malaisie           | Malaisie           | Saint-Marin        | Saint-Marin        | Saint-Marin        |
| 14     | Rio de Janeiro     | Australie          | Malaisie           | Malaisie           | Malaisie           | Qatar              | Australie          | Japon              | Indianapolis       | Portugal           |
| 15     | Pacifique          | Malaisie           | Australie          | Australie          | Australie          | Australie          | Japon              | Australie          | Japon              | Australie          |
| 16     | Australie          | Rio de Janeiro     | Valence            | Valence            | Valence            | Turquie            | Portugal           | Malaisie           | Australie          | Malaisie           |
| 17     |                    |                    |                    |                    |                    | Valence            | Valence            | Portugal           | Malaisie           | Valence            |
| 18     |                    |                    |                    |                    |                    |                    |                    | Valence            | Valence            |                    |

### 2010-2019
| Manche | 2010               | 2011               | 2012               | 2013               | 2014               | 2015               | 2016               | 2017               | 2018               | 2019               |
| ------ | ------------------ | ------------------ | ------------------ | ------------------ | ------------------ | ------------------ | ------------------ | ------------------ | ------------------ | ------------------ |
| 1      | Qatar              | Qatar              | Qatar              | Qatar              | Qatar              | Qatar              | Qatar              | Qatar              | Qatar              | Qatar              |
| 2      | Espagne            | Espagne            | Espagne            | Amériques          | Amériques          | Amériques          | Argentine          | Argentine          | Argentine          | Argentine          |
| 3      | France             | Portugal           | Portugal           | Espagne            | Argentine          | Argentine          | Amériques          | Amériques          | Amériques          | Amériques          |
| 4      | Italie             | France             | France             | France             | Espagne            | Espagne            | Espagne            | Espagne            | Espagne            | Espagne            |
| 5      | Grande-Bretagne    | Catalogne          | Catalogne          | Italie             | France             | France             | France             | France             | France             | France             |
| 6      | Pays-Bas           | Grande-Bretagne    | Grande-Bretagne    | Catalogne          | Italie             | Italie             | Italie             | Italie             | Italie             | Italie             |
| 7      | Catalogne          | Pays-Bas           | Pays-Bas           | Pays-Bas           | Catalogne          | Catalogne          | Catalogne          | Catalogne          | Catalogne          | Catalogne          |
| 8      | Allemagne          | Italie             | Allemagne          | Allemagne          | Pays-Bas           | Pays-Bas           | Pays-Bas           | Pays-Bas           | Pays-Bas           | Pays-Bas           |
| 9      | États-Unis         | Allemagne          | Italie             | États-Unis         | Allemagne          | Allemagne          | Allemagne          | Allemagne          | Allemagne          | Allemagne          |
| 10     | République tchèque | États-Unis         | États-Unis         | Indianapolis       | Indianapolis       | Indianapolis       | Autriche           | République tchèque | République tchèque | République tchèque |
| 11     | Indianapolis       | République tchèque | Indianapolis       | République tchèque | République tchèque | République tchèque | République tchèque | Autriche           | Autriche           | Autriche           |
| 12     | Saint-Marin        | Indianapolis       | République tchèque | Grande-Bretagne    | Grande-Bretagne    | Grande-Bretagne    | Grande-Bretagne    | Grande-Bretagne    | Grande-Bretagne    | Grande-Bretagne    |
| 13     | Aragon             | Saint-Marin        | Saint-Marin        | Saint-Marin        | Saint-Marin        | Saint-Marin        | Saint-Marin        | Saint-Marin        | Saint-Marin        | Saint-Marin        |
| 14     | Japon              | Aragon             | Aragon             | Aragon             | Aragon             | Aragon             | Aragon             | Aragon             | Aragon             | Aragon             |
| 15     | Malaisie           | Japon              | Japon              | Malaisie           | Japon              | Japon              | Japon              | Japon              | Thaïlande          | Thaïlande          |
| 16     | Australie          | Australie          | Malaisie           | Australie          | Australie          | Australie          | Australie          | Australie          | Japon              | Japon              |
| 17     | Portugal           | Malaisie           | Australie          | Japon              | Malaisie           | Malaisie           | Malaisie           | Malaisie           | Australie          | Australie          |
| 18     | Valence            | Valence            | Valence            | Valence            | Valence            | Valence            | Valence            | Valence            | Malaisie           | Malaisie           |
| 19     |                    |                    |                    |                    |                    |                    |                    |                    | Valence            | Valence            |

### 2020-2025
| Manche | 2020               | 2021            | 2022            | 2023            | 2024            | 2025               |
| ------ | ------------------ | --------------- | --------------- | --------------- | --------------- | ------------------ |
| 1      | Qatar              | Qatar           | Qatar           | Portugal        | Qatar           | Thaïlande          |
| 2      | Espagne            | Doha            | Indonésie       | Argentine       | Portugal        | Argentine          |
| 3      | Andalousie         | Portugal        | Argentine       | Amériques       | Amériques       | Amériques          |
| 4      | République tchèque | Espagne         | Amériques       | Espagne         | Espagne         | Qatar              |
| 5      | Autriche           | France          | Portugal        | France          | France          | Espagne            |
| 6      | Styrie             | Italie          | Espagne         | Italie          | Catalogne       | France             |
| 7      | Saint-Marin        | Catalogne       | France          | Allemagne       | Italie          | Grande-Bretagne    |
| 8      | Émilie-Romagne     | Allemagne       | Italie          | Pays-Bas        | Pays-Bas        | Aragon             |
| 9      | Catalogne          | Pays-Bas        | Catalogne       | Grande-Bretagne | Allemagne       | Italie             |
| 10     | France             | Styrie          | Allemagne       | Autriche        | Grande-Bretagne | Pays-Bas           |
| 11     | Aragon             | Autriche        | Pays-Bas        | Catalogne       | Autriche        | Allemagne          |
| 12     | Teruel             | Grande-Bretagne | Finlande        | Saint-Marin     | Aragon          | République tchèque |
| 13     | Europe             | Aragon          | Grande-Bretagne | Inde            | Saint-Marin     | Autriche           |
| 14     | Valence            | Saint-Marin     | Autriche        | Japon           | Émilie-Romagne  | Hongrie            |
| 15     |                    | Amériques       | Saint-Marin     | Indonésie       | Indonésie       | Catalogne          |
| 16     |                    | Émilie-Romagne  | Aragon          | Australie       | Japon           | Saint-Marin        |
| 17     |                    | Algarve         | Japon           | Thaïlande       | Australie       | Japon              |
| 18     |                    | Valence         | Thaïlande       | Malaisie        | Thaïlande       | Indonésie          |
| 19     |                    |                 | Australie       | Qatar           | Malaisie        | Australie          |
| 20     |                    |                 | Malaisie        | Valence         | Barcelone       | Malaisie           |
| 21     |                    |                 | Valence         |                 |                 | Portugal           |
| 22     |                    |                 |                 |                 |                 | Valence            |